# Grønnestrand Vindmølle
Grønnestrand Vindmølle eller Grønnestrand Mølle eller Lyngmøllen er en hollandsk vindmølle, antagelig opført i 1886. Den ligger på en forhøjning i klitlandskabet, ca. 500 m fra havet ved Grønnestrand, tæt på Svinkløv Klitplantage og nord for Fjerritslev i Jammerbugt Kommune.
Lyngmøllen er en lille gårdmølle, der fungerede som kornmølle frem til omkring 1930. Møllen er bygget af drivtømmer, som er fundet på stranden, og vingerne er af lærketræ, der er meget holdbart. Møllekroppen er ottekantet på et fundament af  granit. Møllehatten er løgformet og beklædt med tagpap. Møllen var oprindelig tækket med strå, men det blev senere erstattet med lyng, og det er den eneste mølle i Danmark, der er lyngtækket.
Møllegården var i en årrække sommerpensionat. Møllen blev fredet i 1986 og blev restaureret i 1989-90. Der er bevaret en del mølleinventar, bl.a. kværne, drev, hathjul og vingeaksel.

## Eksterne kilder og henvisninger
- Grønnestrand Vindmølle på kulturarv.dk

57°8′26.63″N 9°16′57.74″Ø / 57.1407306°N 9.2827056°Ø